# アジアノロバ
アジアノロバ（Equus hemionus）は、奇蹄目ウマ科ウマ属に分類される奇蹄類。

## 分布
インド北西部、イラン、中華人民共和国北部、トルクメニスタン、モンゴル南部。
アゼルバイジャン、アフガニスタン、アルメニア、イラク、ウクライナ、キルギス、クウェート、サウジアラビア、シリア、ジョージア、タジキスタン、トルコ、ヨルダン、レバノン、ロシアでは絶滅。
イスラエル、ウズベキスタン、カザフスタンに再導入。

## 形態
体長200 - 250センチメートル。尾長30 - 49センチメートル（房毛除く）。肩高100 - 140センチメートル。体重400 - 500キログラム。鬣は発達せず、尾先端の体毛もあまり房状にならない。前肢内側にたこがあるが、後肢にはたこがない。体色は淡黄色や赤褐色。鬣や尾先端の房毛は黒褐色。背には正中腺に沿って黒い筋模様が入る。
耳介は小型。アフリカノロバと比較して蹄は幅広い。

## 分類
和名は小原(2000)、英名は2016年現在のIUCNに従う。
Equus hemionus hemionus Pallas, 1775 ジゲダイ、モウコノロバ Mongolian Kulan
モンゴル北東部に自然分布していたが絶滅。中華人民共和国に飼育個体が生存している。
†Equus hemionus hemippus I. Geoffroy, 1855 シリアノロバ Syrian wild ass（絶滅亜種）
イラク、イラン、サウジアラビア、シリア
Equus hemionus khur (Lesson, 1827) インドノロバ Indian wild ass, Khur
インド北西部
Equus hemionus kulan (Groves & Mazak, 1967) クーラン Kulan, Turkmenian kulan
トルクメニスタン
Equus hemionus luteus Matschie, 1911 ゴビノロバ
ゴビ砂漠およびその周辺
Equus hemionus onager Boddaert, 1785 オナガー Iranian Onager, Onager, Percian wild ass
イラン北部および中南部

## 生態
半砂漠地帯や荒れ地などに生息する。1頭のオスと、メスや生後2年までの幼獣からなる6 - 12頭の小規模な群れを形成し生活する。以前は秋季に小規模な群れが集まり、100頭以上の大規模な群れを形成することもあった。夏季は高地で生活し、冬季になると風を避けるために河川沿いや谷間へ移動する。短距離であれば時速60 - 70キロメートルで走行することができ、時速40 - 50キロメートルの速度を維持しながら長距離を走行することもできる。
植物の豊富な環境では草を食べるが、乾燥地帯では木の葉も食べる。
繁殖様式は胎生。繁殖期になるとメスを巡ってオス同士で歯や蹄を使い争う。妊娠期間は331 - 374日。春季から初夏にかけて幼獣を産む。授乳期間は9 - 12か月。幼獣は生後2週間で母親と一緒に走行できるようになる。オスは生後4年、メスは生後2-3年で性成熟するが、通常メスは生後3-4年で初産を迎える。寿命は飼育下で22年10か月の記録がある。

## 人間との関係

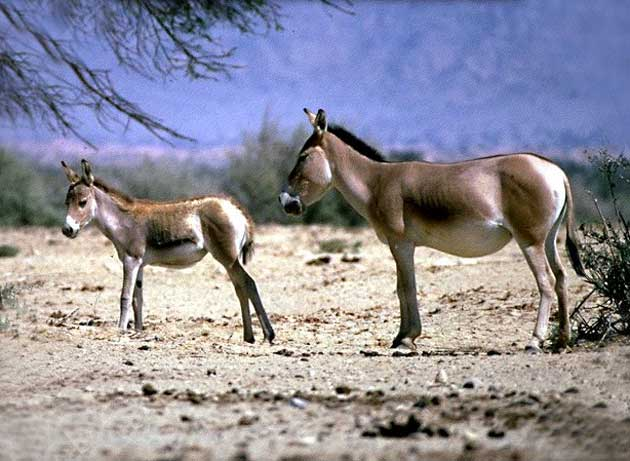
ジゲダイ

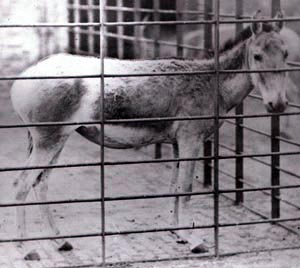
シリアノロバ

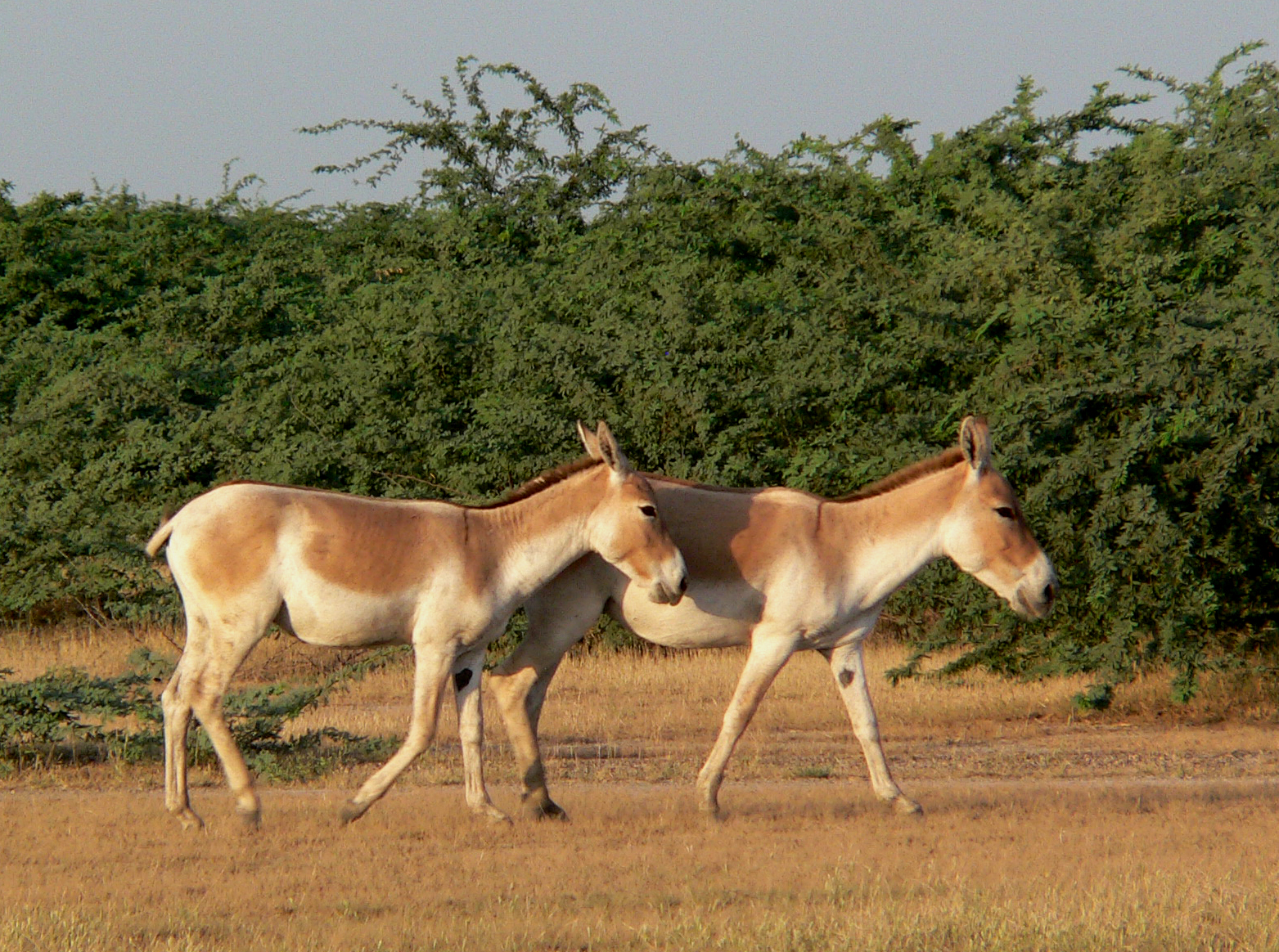
インドノロバ

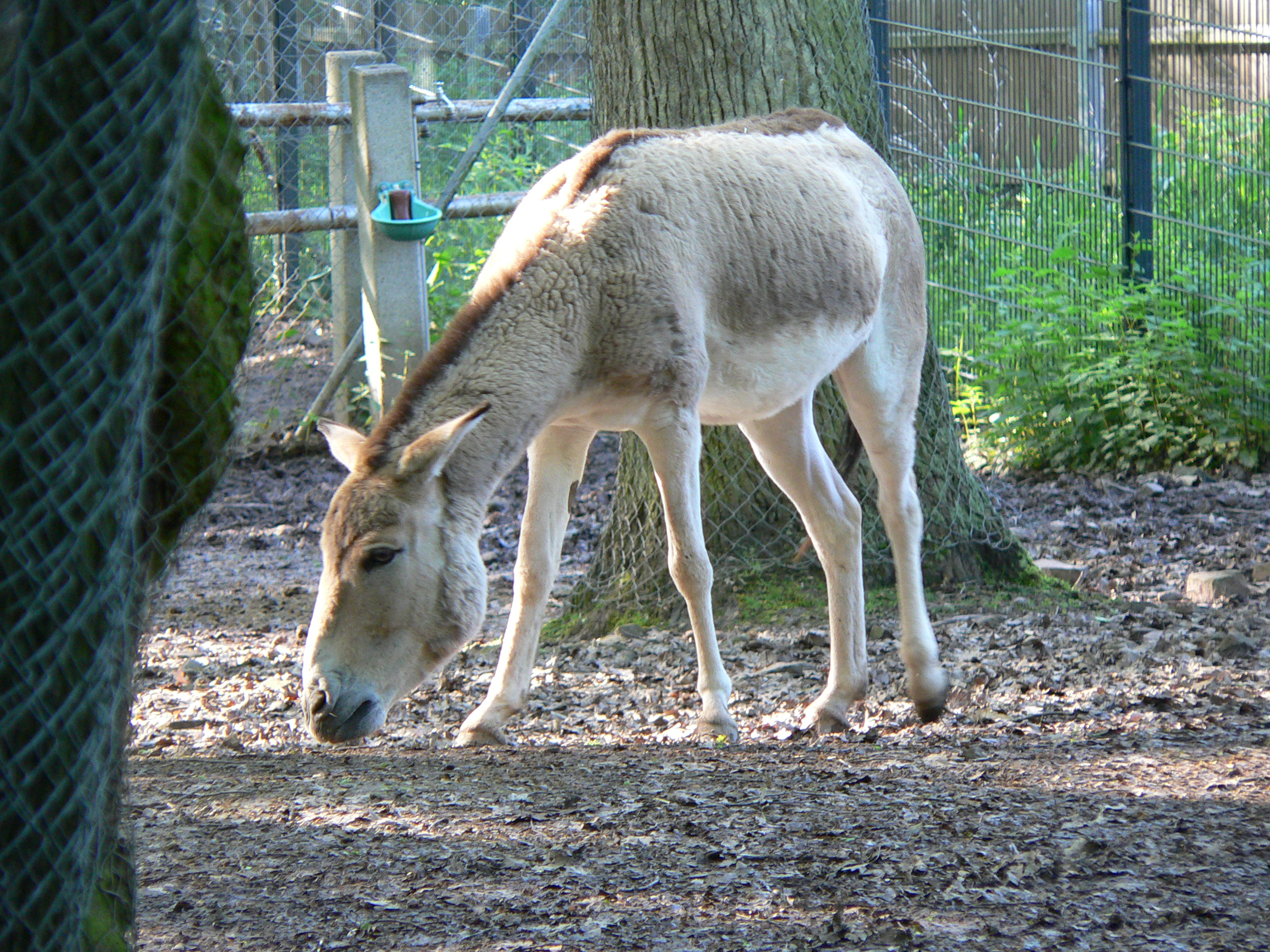
クーラン

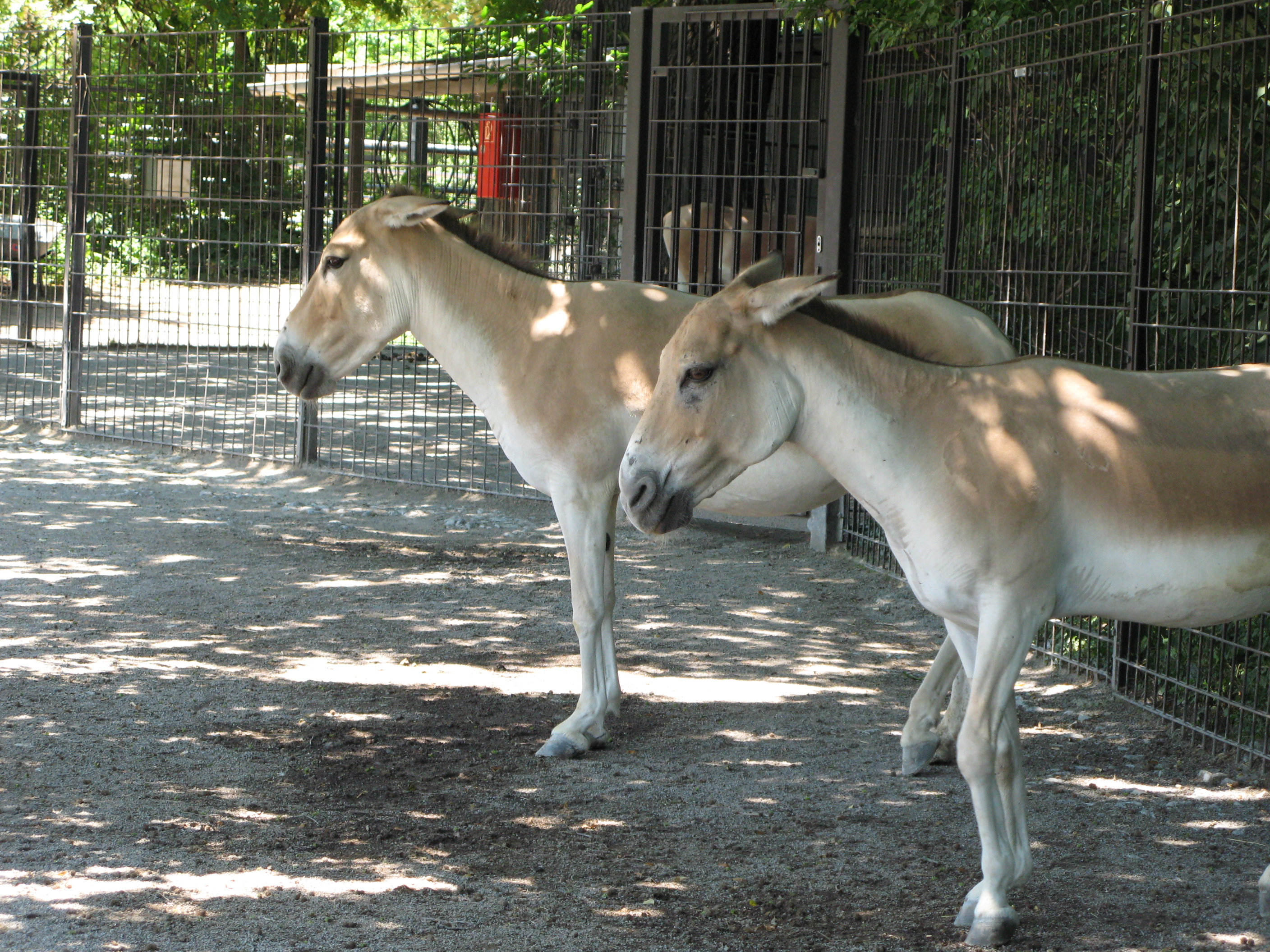
オナガー

シュメール人は本種を家畜として飼育していたとされる。内臓が薬用になると信じられている地域もある。
開発による生息地の破壊、食用や薬用・皮用などの乱獲、家畜との競合などにより生息数は激減している。
E. h. hemionus ジゲダイ
NEAR THREATENED (IUCN Red List Ver. 3.1 (2001))

ワシントン条約附属書I
E. h. hemippus シリアノロバ
1927年に絶滅したとされる。
EXTINCT (IUCN Red List Ver. 3.1 (2001))
E. h. khul インドノロバ
1991年における亜種インドノロバの生息数は2,072頭とされる。
VULNERABLE (IUCN Red List Ver. 3.1 (2001))

ワシントン条約附属書I
E. h. kulan クーラン
亜種クーランは絶滅したと考えられていたこともあった。
ENDANGERED (IUCN Red List Ver. 3.1 (2001))

E. h. onager オナガー
CRITICALLY ENDANGERED (IUCN Red List Ver. 3.1 (2001))